# After Eden
《After Eden》是Kalafina的第3張音樂專輯。於2011年9月21日由SME Records發行。

## 收錄曲
- 全作詞・作曲・編曲：梶浦由記

1. Eden (5:38)
2. sandpiper (6:03)
3. Magia (5:09)
  - 電視動畫《魔法少女小圓☆魔力》片尾曲
4. 九月 (3:42)
5. in your eyes (6:01)
6. destination unknown (5:03)
7. neverending (4:22)
8. ことのは（言語） (2:45)
9. magnolia (5:47)
10. 輝く空の静寂には（璀璨天空中的寂靜） (4:12)
  - 電視動畫《黑執事II》第8、12話片尾曲及插曲
11. 胸の行方（心的去向） (6:16)
12. snow falling (4:38)
  - 劇場版動畫《空之境界 終章 空之境界》印象曲
13. symphonia (5:44)
  - NHK歷史特輯「歴史秘話ヒストリア」2011年片尾曲

## 初回生產限定盤
初回生産限定盤與通常版同時發行。除上述的單曲外另附有包含下列影像的DVD：
1. symphonia Video Clip
2. Document of ANIME EXPO 2011 in Los Angels

## 資料來源
1. ↑  .   [2011-09-18]. （原始内容存档于2012-02-10）.

## 外部連結
- （日語）Kalafina 官方網站（页面存档备份，存于）